# Panellus sublevatus
Panellus sublevatus är en svampart som beskrevs av Corner 1986. Panellus sublevatus ingår i släktet Panellus och familjen Mycenaceae.   Inga underarter finns listade i Catalogue of Life.